# Les Planes (Castellterçol)
Les Planes és una plana de muntanya del terme municipal de Castellterçol, a la comarca del Moianès.
Es troba a la part sud-oriental del terme, a prop del límit amb Sant Quirze Safaja. És a ponent de l'extrem nord de la Serra del Bosc Negre i al sud-est de la Sesta. Es troba al sud-est de l'Era de les Cases.